# 野田一夫
野田 一夫（のだ かずお、1927年6月22日 - 2022年9月3日）は、日本の経営学者、事業家。一般財団法人日本総合研究所名誉会長、一般財団法人社会開発研究センター名誉会長、一般社団法人全国経営者団体連合会会長、一般社団法人日本マネジメントスクール会長、一般財団法人日本教育推進財団最高顧問、多摩大学名誉学長、事業構想大学院大学名誉学長、グロービス経営大学院大学理事。
立教大学教授、マサチューセッツ工科大学ポストドクトラル・フェロー、ハーバード大学フェロー、一般財団法人日本総合研究所初代所長、一般社団法人ニュービジネス協議会初代理事長、多摩大学初代学長、宮城大学初代学長、事業構想大学院大学初代学長などを歴任した。

## 人物・概要
日本人ではじめて航空力学を学んだ父・野田哲夫は三菱重工業の技師として航空機製造の責任者となり、零式艦上戦闘機の設計主任の堀越二郎も部下であった。そうした父を誇りに思い憧れであったが、戦後に航空への道が失われ、理系から文系に転じた。
当時、学生の間ではマルキシズムが圧倒的影響力を持つ中で、先輩が読めと手渡してくれた一冊の翻訳書、マックス・ウェーバーの『プロテスタンティズムの倫理と資本主義の精神』が人生を変える契機となる。ウェーバーがドイツの高名な社会学者であることを知るや、東京大学文学部社会学科への入学を志し、合格を果たす。
在学中は尾高邦雄ゼミに入り、薫陶を受ける。また、終戦直後において、日本の伝統的な大企業が占領や財閥解体などで活動が大きく制限される中、創業まもない企業の経営者たちの元気さに魅了されていく。さらに、大学のある本郷から坂を下りた先にある上野・アメ横の元気な雰囲気の中で活動する商売人たちから、経営というものの本質を見て、大きな影響を受けることとなった。
1952年3月に、東京大学文学部社会学科(産業社会学専攻)を卒業。卒業時には尾高の薦めで東京大学大学院特別研究生に選任され、研究者の道に進むこととなった。
1955年、立教大学へ赴任する。小山栄三(当時・立教大学教員)より「誰か“産業関係論”を教えられる若手教員を求めている」という中で、尾高邦雄からの推薦を受けての赴任であった。翌1956年、当時の日本で全く馴染みのなかったピーター・ドラッカーの著書『The Practice of Management』の邦訳書である『現代の経営』を出版する。
1960年から1962年にかけて、マサチューセッツ工科大学ポストドクトラルフェローを務めた。1966年、『戦後経営史』（出版：日本生産性本部）で、日経・経済図書文化賞を受賞する。1967年には、立教大学社会学部観光学科（現・観光学部）の設置に尽力し、初代学科長に就任した。この学科創設の際には、周囲からなんといわれようと志を貫き、看板学科(後に学部に昇格)に成長させた。1975年にはハーバード大学フェローを務める。1989年まで立教大学の教授を務めたが、その間、日本総合研究所初代所長や一般社団法人ニュービジネス協議会初代理事長など財界の要職を兼務・歴任し、“大学改革”や“日本企業の経営近代化”の推進者としても貢献した。
野田は、立教大学で現在の経営学部の前身の一つである社会学部産業関係学科が属した社会学部教授として経営概論を教え、ゼミでは現在産業企業論としてベンチャー企業の育成を教え、日本でさきがけとなるアントレプレナーシップ（起業家精神）教育を行った。ゼミの授業では、当時のベンチャー企業の経営者を毎週呼んで、ケーススタディを行ったが、こうしたケーススタディは、MBAビジネススクールでは一般的な教育プログラムであるが、当時の日本の大学の学部教育では画期的なものであった。
また、ゼミは社会学部に所属するゼミであったが、在籍学部・学科を問わず募集しており、ゼミ活動は週4日、計10コマ、週2冊ペース、年間100冊と、体育会の如く運営されていた。
立教大学教授を定年退職した後、多摩大学初代学長（89～95年）、宮城大学初代学長（97～01年）、事業構想大学院大学初代学長（12～14年）を歴任した。
日本の経営学の開祖の一人として幅広い人脈を持ち、経営者らから 平成の吉田松陰、日本経済界のゴッドファーザーと呼ばれ、多くの国内外の企業の役員・顧問・コンサルタントなどを務める。
親しい友人となったドラッカーの学説の日本への紹介者として、また、ベンチャー三銃士と呼ばれる孫正義、澤田秀雄、南部靖之をはじめ、多数の起業家型経営者が師と仰ぐメンターとしても知られている。
プラン ドゥ シー創業者の野田豊加は三男。成蹊大学元学長の野田信夫は叔父。

## 来歴
- 1927.6.22 愛知県名古屋市に生まれる
- 旧制成蹊高等学校文科[20] 卒業
- 東京大学在学中に東京都立明正高等学校の非常勤講師を務める
- 1952.3 東京大学文学部社会学科[21] 卒業(産業社会学専攻)
- 1952-1955 東京大学大学院特別研究生(経営社会学・経営学専攻、尾高邦雄研究室)
- 1955-1958 立教大学専任講師(東京大学、東京都立大学 (1949-2011)、成蹊大学の非常勤講師を兼務)
- 1958-1960 立教大学助教授
- 1960-1962 マサチューセッツ工科大学ポストドクトラルフェロー(企業経営の国際比較研究)
- 1962-1965 立教大学助教授
- 1965-1989 立教大学教授(“経営概論”、“現代産業企業論”など)
- 1967-1970 立教大学社会学部観光学科(現・観光学部)初代学科長
- 1970.8-1975.3日本総合研究所初代所長
- 1975.4-1981.4日本総合研究所初代副理事長
- 1975 ハーバード大学イェンチンフェロー
- 1981.5-2001.5日本総合研究所理事長
- 1985 一般社団法人ニュービジネス協議会初代理事長[22]
- 1989.4-1995.3 多摩大学初代学長
- 1993-1997.3 宮城大学創設準備委員会副委員長(委員長は西沢潤一)
- 1995.4- 多摩大学名誉学長
- 1995.4-1995.9 多摩大学学長代行[23]
- 1997.4-2001.3 宮城大学初代学長[24]
- 2000.4-2004.3 国際教養大学設立に参画
- 2001-2006.3日本総合研究所会長
- 2006.4-2010.5日本総合研究所理事長(再任)
- 2007- グロービス経営大学院大学理事
- 2008.4-2009.3 多摩大学学長代行[25]
- 2010- 全国経営者団体連合会会長
- 2010.6- 日本総合研究所会長(再任)
- 2012.4-2014.3 事業構想大学院大学初代学長
- 2022.9.3 死去。95歳没[26]

## 主著
- 『日本の重役』ダイヤモンド社
- 『日本会社史』文藝春秋
- 『戦後日本の経済成長』(共著)岩波書店
- 『財閥』中央公論社
- 『日本の経営-勝者の条件-』鹿島研究所出版会
- 『松下幸之助-その人と事業-』実業之日本社
- 『大学を創る』紀伊国屋書店
- 『戦後経営史』日本生産性本部 日経・経済図書文化賞受賞
- 『現代の経営』ダイヤモンド社（ピーター・ドラッカー著の監訳書）
- 『マネジメント（上）－課題・責任・実践－』ダイヤモンド社（ピーター・ドラッカー著の監訳書）
- 『マネジメント（下）－課題・責任・実践－』ダイヤモンド社（同上）
- 『私の大学改革』産能大学出版部
- 『時の運 人の縁』浩気社
- 『大学の崩壊』IN通信社
- 『未来を創る力『ものづくり』のすすめ』（共著）講談社
- 『今、日本の大学をどうするか』（共著）自由国民社
- 『悔しかったら、歳を取れ！』幻冬舎

## 関連人物
- ピーター・ドラッカー（経営学者、ニューヨーク大学「現・スターン経営大学院」元教授、クレアモント大学院大学元教授）
- 野田豊加（三男、プラン ドゥ シー創業者・代表取締役）
- 江草忠敬（有斐閣会長、立教学院元校友会長、立教大学・野田一夫ゼミ出身）[27]
- 戸井田和彦（立教学院理事長、日産自動車元常務、ファルテック元代表取締役社長、立教大学・野田一夫ゼミ出身）[28]
- 福田峰之（元衆議院議員、立教大学・野田一夫ゼミ出身）[29]